# Hải Xuân, Móng Cái
Hải Xuân là một xã thuộc thành phố Móng Cái, tỉnh Quảng Ninh, Việt Nam.
Xã Hải Xuân có diện tích 16,03 km², dân số năm 1999 là 6.588 người, mật độ dân số đạt 411 người/km².